# TRIP Linhas Aéreas
TRIP Linhas Aéreas – nieistniejąca brazylijska linia lotnicza z siedzibą w Campinas.
W 2014 roku linia zaprzestała działalności.